# 安德烈·帕利
安德烈·尼古拉耶維奇·帕利（羅馬化：Andrey Nikolayevich Paliy；1971年2月13日—2022年3月19日），俄羅斯海軍海軍上校，黑海艦隊軍事和政治事務副指揮官。他本是烏克蘭公民，並於1993年拒絕為烏克蘭服役，轉而成為俄羅斯軍隊一員。

## 生平
帕利出生在一個軍人家庭，他的祖父、父親、弟弟都是軍人。他曾就讀於摩爾曼斯克州北莫爾斯克第十中學，1992年他畢業於基輔高等海軍政治學院，專攻社會心理學。帕利以中尉軍銜畢業後，他被任命為駐基輔的烏克蘭國民警衛隊第2團第4連的教育工作副主任，但在1993年3月，由於他拒絕接受烏克蘭軍誓，他除役後改而轉投俄羅斯北方艦隊。

## 事蹟
帕利曾在北方艦隊的無畏號驅逐艦上擔任心理學家，後來負責教育工作，參與了船員的組建、船舶的驗收以及運營和狀態試驗等工作。他於1994年8月從波羅的海艦隊和北方艦隊跨艦隊工作，然後他去了喬治·蒂托夫號救援船服役。隨後，他在彼得大帝號重型核導彈巡洋艦服役，接著被任命為白海海軍基地的副指揮官。1999年，他是克赤號大型反潛艦的一名心理學家，後來成為好奇號巡邏艦的副指揮官。
2001年，帕利在格羅茲尼市擔任高級教育官員。2004年8月，他回到他的黑海艦隊單位，擔任黑海艦隊副指揮官，同年他成為奧恰科夫號巡洋艦的副指揮官。2005年任登陸艦大隊教育工作副司令員，參與包括在「西方2009」、「東方2010」作戰戰略演習及意大利海軍演習「IONEX-2011」。2008年8月至9月起參加俄格戰爭。2010年4月至2010年7月，他領導了莫斯科號巡洋艦從黑海穿越印度洋和太平洋。2011年7月，任黑海艦隊人事處處長。
2014年，帕利獲任命為黑海高級海軍學校副校長，從事軍事政治工作。2019年，他獲任命為波羅的海艦隊副司令，負責軍事政治工作。2020年，任黑海艦隊副司令軍，同樣負責軍事政治工作。帕利參與了塞瓦斯托波爾第14海岸砲台博物館的創建。2020年底，任俄羅斯武裝部隊駐敘利亞副司令。2022年，他參加了2022年俄羅斯入侵烏克蘭。2022年3月19日，帕利陣亡，死訊由塞瓦斯托波爾市長米哈伊爾·拉茲沃扎耶夫和克里米亞共和國首腦謝爾蓋·阿克肖諾夫分別在Telegram發佈。一說是他在馬里烏波爾圍城戰中被狙擊手擊殺，另一說是他身處設置在赫爾松國際機場的第8近衛聯合武裝集團軍指揮中心內，指揮中心被烏克蘭軍隊從尼古拉耶夫發射的炮彈擊中，帕利在炮轟中陣亡。報導指，目前黑海艦隊正在準備追授帕利為少將。
帕利安葬於塞瓦斯托波爾。

## 榮譽
- 大師等級徽章[6]
- 高加索服役勳章[6]
- 畢業徽章[6]
- 長途航行徽章[6]
- 烏沙科夫獎章[6]
- 俄羅斯海軍300週年紀念獎章[6]
- 一級軍事英勇勳章[6]
- 二級軍事英勇勳章[6]
- 參加勝利日閱兵獎章[6]
- 克里米亞回歸獎章[6]
- 教學傑出獎章[6]
- 蘇聯海軍上將庫茲涅佐夫勳章[6]
- 一級軍功傑出獎章[6]
- 二級軍功傑出獎章[6]
- 三級軍功傑出獎章[6]
- 國防部200週年獎章[6]
- 蘇聯海軍上將戈爾什科夫勳章[6]